# 日光 (津島市)
日光（にっこう）は、愛知県津島市の地名。

## 地理
津島市中央北部に位置する。東は宇治町、西から北は愛西市、南は中一色町に接する。

## 歴史

### 町名の由来
『尾張国地名考』によれば、新田開発者が日光なる僧であったことによるという。

### 人口の変遷
国勢調査による人口および世帯数の推移。
| 1995年（平成7年）  | 23世帯 63人 |  |
| 2000年（平成12年） | 20世帯 60人 |  |
| 2005年（平成17年） | 19世帯 51人 |  |
| 2010年（平成22年） | 28世帯 57人 |  |
| 2015年（平成27年） | 25世帯 54人 |  |

### 沿革
- 江戸時代に尾張国海東郡の尾張藩領佐屋代官所支配の日光新田として所在[2]。
- 1878年（明治11年） - 中一色村字日光・宇治村字日光・下切村字日光・諸桑村字日光にそれぞれ分割される[2]。
- 1908年（明治41年） - 津島町の大字なし地域のうち、元の日光新田の領域をもって津島町大字日光が成立[2]。
- 1947年（昭和22年） - 津島市大字日光となる[2]。

## 交通
- 愛知県道名古屋津島線[1]

## 施設
- 秋葉社[1]

### WEB
1. ↑  “愛知県津島市の郵便番号一覧”.   日本郵便. 2023年3月11日閲覧。
2. ↑  “市外局番の一覧” (PDF).   総務省 (2022年3月1日). 2022年3月22日閲覧。
3. ↑  総務省統計局 (2014年3月28日). “平成7年国勢調査の調査結果(e-Stat) - 男女別人口及び世帯数 －町丁・字等” (CSV). 2021年7月20日閲覧。
4. ↑  総務省統計局 (2014年5月30日). “平成12年国勢調査の調査結果(e-Stat) - 男女別人口及び世帯数 －町丁・字等” (CSV). 2021年7月20日閲覧。
5. ↑  総務省統計局 (2014年6月27日). “平成17年国勢調査の調査結果(e-Stat) - 男女別人口及び世帯数 －町丁・字等” (CSV). 2021年7月21日閲覧。
6. ↑  総務省統計局 (2012年1月20日). “平成22年国勢調査の調査結果(e-Stat) - 男女別人口及び世帯数 －町丁・字等” (CSV). 2021年7月21日閲覧。
7. ↑  総務省統計局 (2017年1月27日). “平成27年国勢調査の調査結果(e-Stat) - 男女別人口及び世帯数 －町丁・字等” (CSV). 2021年7月21日閲覧。

### 書籍
1. 1 2 3 4  「角川日本地名大辞典」編纂委員会 1989, p. 1728.
2. 1 2 3 4 5  「角川日本地名大辞典」編纂委員会 1989, p. 1025.